# Onthophagus nuchicornis
Onthophagus nuchicornis es una especie de coleóptero de la familia Scarabaeidae.

## Distribución geográfica
Habita en el paleártico (Eurasia, excepto su extremo norte); introducido en el neártico.